# كاريليا الشمالية
كاريليا الشمالية (بالفنلندية: Pohjois-Karjala) (بالسويدية: Norra Karelen) إقليم فنلندي. تحده كاينو، سافو الشمالية و‌سافو الجنوبية، كاريليا الجنوبية و‌روسيا.
مدينة يوينسو هي مركز إقليم كاريليا الشمالية.
سُمي بطريقة ما نسبة إلى الموقع الجغرافي لمنطقة كاريليا التاريخية، الموجودة حالية بين فنلندا، و‌روسيا.